# Clausule (verzekering)
Een clausule is een bepaling in een verzekeringsovereenkomst die tot doel heeft de dekking vanuit de polisvoorwaarden of de polis uit te breiden of te beperken. De clausules maken doorgaans onderdeel uit van de polis. Ook komt het voor dat de verzekeraar de meest voorkomende clausules opneemt in de polisvoorwaarden. 
De clausules zijn van toepassing voor zover daar op het polisblad naar wordt verwezen. Indien de clausules strijdig zijn met de polisvoorwaarden dan geldt de clausule. 

## Voorbeelden van clausules
- De polisvoorwaarden van een opstalverzekering bepalen dat glas is meeverzekerd. De verzekeringnemer en de verzekeraar komen overeen tegen een korting op de premie het glas niet mee te verzekeren. De verzekeraar zal dit in een clausule opnemen.
- Iemand vraagt een autoverzekering aan. De nieuwwaarde van de auto is dusdanig hoog dat de verzekeraar aan de verzekeringnemer de verplichting oplegt een alarm in de auto te plaatsen. De verzekeraar geeft geen dekking bij diefstal indien er geen alarm aanwezig is. Deze beperking op de dekking zal de verzekeraar in een clausule opnemen.